# Amblyseius fijiensis
Amblyseius fijiensis är en spindeldjursart som beskrevs av D. McMurtry och Moraes 1984. Amblyseius fijiensis ingår i släktet Amblyseius och familjen Phytoseiidae. Inga underarter finns listade i Catalogue of Life.